# 髙木悠圭
髙木 悠圭（たかぎ はるか、1986年12月27日 - ）は、愛媛県出身のドラマー、パーカッショニスト、打楽器奏者。
東京を拠点に、クラシック、ジャズ、ポップス、ラテン等、 音楽ジャンルを問わず活動している。

## 生い立ち
愛媛県松山市出身。小学4年生から和太鼓、中高6年間で吹奏楽部の打楽器を担当。その後、くらしき作陽大学音楽学部音楽学科打楽器専攻に入学。在学中に特待生に選出され、主にオーケストラや吹奏楽などでクラシック奏法を学ぶ。音楽の教員免許を取得し、無事卒業。在学中に友人に誘われたバンドをきっかけにドラムやパーカッションでの活動が始まる。県内外のライブハウスやジャズスポットに出入りし、コンボやビッグバンドなど様々な編成のアンサンブルを経験し研鑽を積む。

## 人物
- 趣味は裁縫。これまでにシュシュ、コサージュ、定期入れ、キーケース、小銭入れ、筆箱、デジカメケース等、手縫いで自作する。
- そのひょうきんな性格から、FMひがしくるめにて、ラジオ番組のメインパーソナリティに抜擢される。

## ディスコグラフィ
- 「タタキガタリ」
- 「Step out to the world」（参加曲：2、3、10、11）
- 「KODAMA」（参加曲：1、2、3、4）